# Helminthosporium sechiicola
Helminthosporium sechiicola är en svampart som beskrevs av J.A. Stev. 1919. Helminthosporium sechiicola ingår i släktet Helminthosporium och familjen Massarinaceae.   Inga underarter finns listade i Catalogue of Life.